# Львівське обласне суспільно-культурне товариство «Холмщина»
Львівське обласне суспільно-культурне товариство «Холмщина» — створене у Львові в 1990. 

## Загальна інформація
Завданнями товариства є згуртування холмської громади, дослідження і вивчення історії Холмщини, культурних надбань краю, релігійного життя, відродження фольклору, традицій і звичаїв народу
Має філії у Кривчицях і Городку. Взаємодіє з Волинським, Рівненським, Тернопільським товариствами „Холмщина", а також з українськими організаціями у Польщі.
Товариство проводить конференції, конгреси, тематичні вечори по вшануванню пам'яті Тараса Шевченка, Михайла Грушевського та інших видатних діячів, етнографічні виставки, збір спогадів, поїздки членів товариства по історичних місцях і місцях братських захоронень замордованих українців в 1943-1945 роках, до святинь Холмщини і Підляшшя. 
Співпрацює з науковцями Київського університету ім. Т. Г. Шевченка Володимиром Сергійчуком і Валентиною Борисенко, які досліджують історико-етнографічні питання українських етнічних земель, що відійшли до Польщі. 

## Історія і основні заходи
У другій половині 1989 уродженець холмщини поет Володимир Лучук вніс ідею створення суспільно-культурного товариства „Холмщина". Установчі збори товариства відбулися 24 лютого 1990 року у місті Львові. На збори прибули 200 осіб — холмщани і підляшани зі Львова й області, з Волині, Тернопільщини, Києва, Вінниці й Одеси. 191 із них подали заяви про вступ до товариства, в подальшому деякі із них утворили регіональні товариства. 
Основні заходи:
- В липні 1990 відбулась поїздка до Холма, Грубешева і на храмове свято святого Антонія Печерського до с. Голя Володавського повіту.
- Перша науково-краєзнавча конференція (1991)
- Міжнародна наукова конференція „Проблеми переселення і депортації українського і польського населення в 1944-1951 роках", яку організували Львівська обласна організація „Меморіал", Інститут суспільних наук НАН України, Львівський державний університет ім. Ів. Франка, суспільно-культурні товариства Закерзоння (1991).
- 1993 року у Львові проведено другу науково-краєзнавчу конференцію „Холмщина та Підляшшя в історії та культурі України"
- До 50-річчя початку депортації етнічних українців з Польщі 17-21 вересня 1994 року проведено I-й Світовий конгрес українців Холмщини і Підляшшя, який проходив у Львові і Холмі. На Конгрес прибули понад сімсот делегатів. В рамках конгресу проведено:
  - наукову конференцію,
  - етнографічну виставку, на якій експонувалися холмські вишивки, одяг, предмети побуту, знаряддя праці, збережені нашими краянами.
  - фотовиставку за тематичною спрямованістю: храми, релігійне життя, освіта, культура, побут.
  - 3-й з'їзд гімназистів Холмської української гімназії за участю колишніх учнів інших середніх шкіл Холмщини і Підляшшя.
- 14-17 травня 1997 у Львові, в державному університеті ім. І. Франка було проведено Міжнародну наукову конференцію „Депортації українців та поляків: кінець 1939 - початок 50-х років (до 50-річчя операції „Вісла")"
- 19-21 вересня 1997 в Рівному відбувся ІІ-й Світовий конгрес українців Холмщини і Підляшшя.
- У грудні 1998 засновано Об'єднання товариств депортованих українців "ОТДУ" з Лемківщини, Надсяння, Любачівщини, Холмщини та Підляшшя. У 2005 році названі товариства об'єднані під назвою "Закерзоння".
- 19-21 вересня 2000 в Луцьку відбувся ІІІ-й Світовий конгрес українців Холмщини і Підляшшя.
- 19-21 вересня 2004 у Львові і Холмі проведено IV-й Світовий конгрес українців Холмщини і Підляшшя
- На відзначення 60-річчя депортації українців під час акції «Вісла» у Львівському театрі опери і балету відбулися збори громадськості, членів Об'єднання товариств депортованих українців, на яких був присутній і виступив з промовою президент України В. Ющенко.

## Збір спогадів
- 110 спогадів холмщан опубліковані Інститутом українознавства НАН України в книзі „Депортації" ( т. 3, Львів, 2002. - 418 c.) на 175 сторінках,
- 35 спогадів і наукових статей, опубліковані Львівським відділенням НТШ в книзі „Надбужанщина. Історико-мемуарний збірник" (т. 4, Львів - Торонто, 2004. - 964 с.) на 320 сторінках та в книзі “Волинь і Холмщина 1938-1947 рр. : польсько-українське протистояння та його відлуння. Дослідження, документи і спогади”. ( Львів, 2003. – 813 с.).

## Керівники
Голова товариства — Ковалюк Володимир Васильович
- Першим головою товариства „Холмщина" став професор Леонід Квітковський.
- З травня 1992 по 2006 головою товариства був доцент Йосип Романюк.